# Perzikoorlog
De Perzikoorlog of Perzikboomoorlog (Engels: Peach Tree War) was een grootschalige aanval op 15 september 1655 van de Susquehannock en geallieerde indianen op verschillende Nieuw-Nederlandse nederzettingen langs de Hudsonrivier. De aanval richtte zich met name op Nieuw-Amsterdam en Pavonia.
De aanval kwam er naar aanleiding van de Nederlandse verovering van Nieuw-Zweden, een nauwe handelspartner en protectoraat van de Susquehannock, een resultaat van de vijandigheden tussen Zweden en de Republiek der Verenigde Nederlanden ten tijde van de Noordse Oorlog. Het resulteerde in een overwinning van de indianen op de Nederlanders. Enkele Nederlandse nederzettingen, waaronder de kolonie Staten Island, werden compleet verlaten. Andere werden snel herbevolkt en versterkt nadat gouverneur Peter Stuyvesant de vestigingsrechten van de westoever van de Hudsonrivier van de indianen terug had gekocht.

## Achtergrond
In maart 1638 arriveerden Zweedse kolonisten onder leiding van Peter Minuit in wat nu Wilmington is en riepen de westoever van de Delaware River uit tot "Nieuw-Zweden. Het gebied was eerder opgeëist door zowel de Britten als de Nederlanders, maar mede vanwege hun onvermogen om vrede te sluiten met de dominante macht in het gebied, de Susquehannock, kon geen van beide meer dan een marginaal deel van het gebied bezetten. Als ontslagen gouverneur van de kolonie Nieuw-Nederland van de West-Indische Compagnie was Minuit bekend met het terrein en de lokale gebruiken en "kocht" al snel het land (in feite het recht om zich te vestigen) van de Susquehannock. De Susquehannock wantrouwden de Nederlanders om hun hechte alliantie met hun rivalen, de Irokezen. Ze hadden hun Engelse handelspartner verloren toen de nieuwe kolonie Maryland William Claibornes handelsnetwerk op Kent Island (Maryland) had verdreven. De Susquehannock werden al snel Nieuw-Zwedens voornaamste leverancier van bont en huiden en afnemers van Europese goederen. In het proces werd Nieuw-Zweden een protectoraat en schatplichtige van de Susquehannock, misschien wel de leidende macht aan de oostkust op dat moment.
In 1654 probeerden de Nederlanders hun macht te versterken door hun troepen van de factorijen in Fort Beversreede en Fort Nassau te combineren. Deze laatste verplaatsen ze 10,5 km stroomafwaarts ten opzichte van het Zweedse Fort Christina en noemden het Fort Casimir (vernoemd naar Ernst Casimir van Nassau-Dietz) Op Trinitatis 1654 begon Johan Risingh, commissaris en raadslid voor gouverneur luitenant-kolonel Johan Printz van Nieuw-Zweden, zijn poging om de Nederlanders uit Delaware Valley te verdrijven. Fort Casimir werd aangevallen, gaf zich over en werd omgedoopt tot Fort Trefaldighet (Engels: Fort Trinity). Hiermee had Zweden het volledige bezit van hun kolonie. Op 21 juni 1654 kwamen de indianen en de Zweden samen om hun afspraken bevestigd te zien. Snel nadat Zweden de Noordse Oorlog begon door het Pools-Litouwse Gemenebest aan te vallen trokken de Nederlanders op. Tussen 11 en 15 september 1655 veroverde een bewapend eskadron van schepen onder leiding van gouverneur Peter Stuyvesant Nieuw-Zweden. Enkele dagen later sloegen de Susquehannock terug.

## De aanval
Hoewel hun territorium zich meer in het binnenland en naar het zuiden bevond hadden de Susquehannocks een dominante politieke en militaire positie verkregen ten opzichte van de Lenni-Lenape. Hierdoor konden ze een leger van krijgers opbouwen bestaande uit meerdere geallieerde en naburige stammen, inclusief de lokale bevolking. Een leger van zeshonderd strijders arriveerde in Nieuw-Amsterdam (Lower Manhattan) en richtte een ravage aan, zonder te doden, in de smalle straten van de grotendeels onverdedigde stad, omdat het grootste deel van het garnizoen in Nieuw-Zweden was. Later staken ze de Hudsonrivier over om Pavonia (Jersey City) aan te vallen. Honderdvijftig man werd gegijzeld in Paulus Hook, een gemeenschap in Jersey City. Ook werden boerderijen in Harlem (Staten Island) en de Bronx aangevallen. Stuyvesant, leider van de aanval op Nieuw-Zweden, haastte zich terug naar zijn hoofdstad toen hij het nieuws over de aanvallen hoorde. De vrijgekochte gijzelaars zochten tijdelijk hun toevlucht in Nieuw-Amsterdam en de nederzettingen aan de westkust werden ontvolkt.

## Invloed en nasleep
Het is mogelijk dat de kolonie Nieuw-Nederland destijds niet in de gaten had dat de aanval van de Susquehannock een vergelding voor de Nederlandse verovering van Nieuw-Zweden was, hoewel uit gegevens blijkt dat de Zweden aan de Zuydtrivier wel degelijk wisten van de motieven van de Susquehannock. De kolonisten in Nieuw-Nederland dachten dat de aanval gemotiveerd was door de moord op een jonge Wappinger vrouw genaamd Tachiniki. Zij werd door de Nederlandse kolonisten vermoord voor het stelen van een perzik - een incident dat de interculturele spanningen vlak voor de aanval flink deed toenemen.
Na de gijzelaars van Paulus Hook te hebben vrijgekocht kocht Stuyvesant het recht om zich te vestigen tussen de Hudson- en de Hackensackrivier terug van de indianen en stichtte het versterkte gehucht Bergen. Ook liet hij blokhuizen bouwen bij de omliggende steden.
De aanliggende kolonie van Cornelis Melyn op Staten Island werd verlaten. Een van de geplunderde en verbrande boerderijen, Colen Donck, behoorde toe aan de democratische hervormer Adriaen van der Donck. Uit gegevens blijkt dat Van der Donck in augustus nog in leven was en in januari dood gevonden werd. De gegevens geven aan dat onderzoek is gedaan naar de plundering van zijn huis ten tijde van de aanval. Hierdoor wordt gespeculeerd dat hij zou zijn gestorven als gevolg van de "oorlog", hoewel er geen definitief verslag van zijn doodsoorzaak bekend is. Als dat zo is, zou dat ironisch zijn, niet alleen omdat Van der Donck een gerespecteerd pionier op het gebied van indiaanse etnografie en linguïstiek was, maar ook de politieke aartsvijand van Stuyvesant.